# أرتور بي. أورتيز
أرتور بي. أورتيز هو عسكري فلبيني، ولد في 13 نوفمبر 1955 في Bautista, Pangasinan ‏ في الفلبين.